# Сидлеровщина (Ошмянский район)
Сидлеровщина (бел. Сідляро́ўшчына) — деревня в Ошмянском районе Гродненской области Белоруссии. Входит в состав Борунского сельсовета.

## География
Рядом дорога Н6329.
Ближайшие населённые пункты Застенье, Студенец и др.

## История
В 1905 году в Ошмянском уезде Гольшанской волости Виленской губернии.

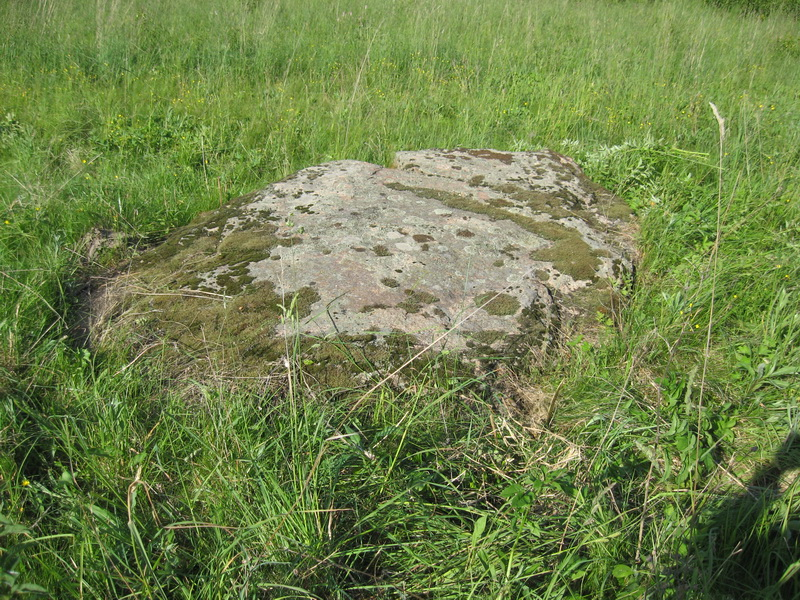
Бородовщинский валун

До 30 мая 1988 года деревня входила в состав Семерницкого сельсовета.

## Население

### Численность
- 2009 год — 15 человек

### Динамика
- 2009 год — 15 человек (перепись населения)[2]

## Достопримечательность
- Бородовщинский валун